# دهستان پیریساره
دهستان پیریساره (به لاتین: Piirissaare Parish) یک دهستان در استونی است که در شهرستان تارتو واقع شده‌است.

## خصوصیات
دهستان پیریساره ۷٫۸ کیلومترمربع مساحت و ۷۳ نفر جمعیت دارد.